# 이이다 데쓰야 (1968년)
이이다 데쓰야(일본어: 飯田 哲也, 1968년 5월 18일 ~ )는 일본의 전 프로 야구 선수이자 야구 지도자, 야구 해설가·평론가이다.
전 퍼시픽 리그 후쿠오카 소프트뱅크 호크스 2군 타격 코치였다.

## 인물

### 프로 입단 전
초등학교 저학년 때부터 야구를 하면서 놀았고, 고라쿠엔 구장에서 본 오 사다하루나 하리모토 이사오의 활약상에 감동받아 프로 야구 선수가 되기로 결심했다. 초등학교 4학년 때 ‘우에노하라 멤버스’에 입단해 투수로서 본격적으로 야구를 시작했다. 조후 시 진다이 중학교에서도 투수를 맡아 3학년 때에는 시대회에서 우승을 이끌었다. 도쿄도내의 강호로 알려진 니혼 대학 제3 고등학교나 테이쿄 고등학교로의 진학도 목표로 하였지만 중학교 야구부 고문과 고에다 마모루 감독이 니혼 대학의 동창 사이라는 인연도 있어 설비나 환경에 만족감을 드러내며 지바현에 소재하고 있는 다쿠쇼쿠 대학 고료 고등학교에 입학했다.
다쿠쇼쿠 대학 고료 고등학교에서는 동급생인 사토 유키히코가 있었고 학교도 야구부 강화에 주력하고 있었다. 입학 후에는 외야수가 되어 게다가 2학년이 되자 50m 달리기에서 6초 1의 빠른 발과 멀리 던지기 100m 이상의 튼튼한 어깨라는 신체 능력에 주목하여 포수로 전환되었다. 3학년 때인 1986년에는 봄과 여름 연속으로 고시엔 대회에 출전하여 춘계 선발 대회(제58회 선발 고등학교 야구 대회)에서는 홈런을 때려냈고 수비에서도 1이닝 3개의 보살을 기록하는 등 5번·포수로서 활약하였다. 지바 대회(전국 고등학교 야구 선수권 지바 대회) 결승에서는 나중에 야쿠르트의 동료가 되는 도바시 가쓰유키가 소속된 인바 고등학교를 누르고 하계 선수권 본대회(제68회 전국 고등학교 야구 선수권 대회)에서는 유력한 우승 후보로 거론되었지만 3차전에서 하세가와 시게토시가 소속된 도요 대학부속 히메지 고등학교한테 0대 1로 패했다.
같은 학년의 포수 중에서는 다카노스 농림고등학교의 나카지마 사토시나 서일본 단기대학 부속고등학교의 아오야기 스스무와 함께 이이다는 드래프트 지명 후보로 주목을 끌었다. 같은 해 드래프트로 야쿠르트는 나카지마를 지명하기로 예정되어 있었으나 한큐 브레이브스가 나카지마를 3순위로 지명했기에 직후에 4순위로 이이다를 지명하여 야쿠르트의 입단을 결정했다. 야쿠르트는 이이다를 지명한 이유에 대해서는 신체 능력의 높음과 재주가 있다는 점을 평가했다고 한다. 계약금과 연봉은 각각 2,800만 엔, 320만 엔(모두 추정)이었다.

### 야쿠르트 시절

#### 입단 초기 ~ 1992년
입단 초기에 야에가시 유키오가 주전 포수였기 때문에 두 번째 포수의 자리를 노리고 있었다. 프로 2년째인 1988년 오프에는 미국에 야구 유학을 가면서 유학 생활 동안 마이너 리그의 젊은 선수들이 가진 헝그리 정신에 감명받았다. 3년째인 1989년에는 1군에 승격, 그 해 4월 12일 1군에서의 첫 출전을 이뤄내고 같은 해 포수로서 22경기에 출전해 세키네 준조 감독에게서 받은 찬스를 살려냈다. 1989년 시즌 종료 후 노무라 가쓰야가 차기 감독으로 부임하여 유마에서 열린 스프링 캠프에서는 나카니시 지카시, 하타 신지나 신인 선수인 후루타 아쓰야 등 9명과 함께 주전 포수의 자리를 놓고 경쟁하게 되었다. 2루로 송구하는 타임 트라이얼에서는 후루타에 이어 2위를 기록하는 등 어필에 노력했지만 빠른 발에 주목한 노무라 감독에게서 포수용 글러브를 몰수 당해 외야수용 글러브를 건네받고 수비 위치가 변경되었다.
1990년 시범 경기에서 드웨인 머피가 부상을 당해 중견수로서 출전했고 이어서 이케야마 다카히로가 부상을 입자 유격수로도 두 경기에 출전하는 등 어지러운 포지션 변동을 겪다가 정규 시즌 개막 이후에는 포수로 등록돼 벤치 신세를 지기도 했다. 그러나 4월 21일의 히로시마 도요 카프전에서 2타석 연속 2삼진이라는 극도의 부진에 시달린 도마시노 겐지의 대타로 나서 프로 데뷔 첫 홈런을 때려낸데 이어 바로 2루수 수비를 맡게 됐다. 외야수용 글러브밖에 없었기 때문에 마루야마 간지 코치한테서 연습용 글러브를 빌리는 등 혼란을 겪었으나 그 이후에는 시즌 내내 주전 2루수 자리를 차지하여 29개의 도루를 기록하였다. 이듬해 1991년에 입단한 조니 레이가 2루수를 고집했기 때문에 이이다는 중견수로 전향해 그 직후부터 ‘천직’이라고 불릴 정도로 교묘한 외야 수비 실력을 선보였고 그 해부터 1997년까지 7년 연속으로 골든 글러브상을 수상했다. 그리고 타격에서도 개막 이후부터 선발로서 1번에 들어가 두 경기에서 8타수 6안타라는 타격 성적으로 순조로운 출발을 보이면서 1번 타자의 자리를 굳혔다.
1992년에는 야나다 고이치나 하시가미 히데키 등과 경쟁을 벌여 1번 타자의 자리를 차지한 이후 4월 26일의 히로시마전에서 25년 만에 첫회 선두 타자 런닝 홈런을 때려냈고 8월 4일의 한신 타이거스전에서는 나카다 고지가 공을 던질 때 단독으로 홈스틸을 성공시키는 등 스피드가 한층 연마되었다. 5월부터 시즌 종료까지 27연속 도루라는 센트럴 리그 기록을 수립했고 최종적으로는 33개의 도루를 기록하여 도루왕 타이틀을 차지했다. 이러한 활약으로 팀이 14년 만의 리그 우승을 달성하는데 크게 기여했을 뿐더러 처음으로 베스트 나인에도 선정되었다. 같은 해 일본 시리즈에서는 타율 3할 6푼 7리의 맹활약을 펼친 공로로 우수 선수상을 수상했는데 그런 한편으로 10월 26일 7차전에서의 7회초 2사, 주자는 1, 2루에 진출한 상황에서 타석에 투수 이시이 다케히로가 들어섰을 때 얕은 수비를 펼친 결과, 우중간으로 빠지는 타구에 손이 닿았음에도 동점 적시타를 내준 것을 두고 분해했다. 일본 시리즈 이후에 출전한 미일 야구에서는 미국에 건너간지 2년째에 면식을 쌓았던 셰인 맥과 카를로스 바에르가와의 대전을 즐겼으나 4차전에서 홈으로 진입 시에 오른쪽 어깨 탈구와 더불어 인대까지 끊어져 수술을 받았다. 계약 갱신에 따라 연봉이 약 세 배가 늘어난 6,050만 엔(추정)으로 재계약을 맺었다.

#### 1993년 ~ 1997년
1993년에는 주위의 예상을 웃도는 조기회복으로 개막전에 선발로 출전했으나 타격이 안정되지 않았고 후반기에 들어가서는 조 도모히로 등과 번갈아 나오는 경우가 계속돼 팀으로서도 1번 타자를 고정하지 못해 고전했다. 타율 2할 1푼 6리, 11개의 도루를 기록하여 1993년 시즌을 마감했다. 그러나 일본 시리즈에서는 4차전 8회초에 직접 홈으로 송구하여 2루 주자의 홈인을 저지했고 일본 시리즈 통산 타율 4할이라는 높은 타격 성적을 남긴 공로로 우수 선수상을 수상했다. 이듬해 1994년에는 주전 중견수 자리를 탈환하여 타율 2할 9푼, 30도루 등의 높은 성적으로 시즌 종료 후에는 연봉 2,500만 엔이 늘어난 8,500만 엔(추정)이 되었다.
이듬해 1995년 4월 8일의 개막 2경기째에 구와타 마스미에게 몸에 맞는 볼을 맞은 영향으로 극도의 타격 부진에 시달리면서 시즌 타율은 2할 5푼 3리에 끝났지만 시즌 130경기에 모두 출전했다는 평가를 받으면서 연봉은 9,500만 엔(추정)으로 증가했다. 게다가 9월 30일의 메이지 진구 야구장에서 열린 요미우리 자이언츠전에서 테리 브로스가 9회 2사 상황에 마쓰이 히데키가 때려낸 외야 플라이를 잡아내 리그 우승을 결정지었다. 그 해 일본 시리즈 1차전에서 첫회에 볼넷으로 출루한 후 나카지마 사토시를 상대로 도루를 성공시켰고 2회의 두 번째 타석에서는 선제 적시타를 때려내는 등 1차전 승리에 기여했지만 일본 시리즈 타율은 2할 6푼 1리를 기록하여 처음으로 3할 아래로 떨어졌다.
1996년에는 무릎과 발목을 다쳐 부상의 영향으로 도루 개수는 13개로 크게 줄었다. 이듬해 1997년에는 부상에서 회복된 채로 시즌을 맞이했으나 7월 1일 요미우리전에서 내야 땅볼을 때린 뒤 1루수인 기요하라 가즈히로와 부딪혀 왼쪽 무릎에 타박상을 입었다. 큰 부상은 아니었지만 출전에 소극적인 태도를 보인 것이 노무라 감독의 분노를 사며 2군에 내려갔고 대신에 중견수를 맡은 마나카 미쓰루가 4할에 가까운 타율을 기록한 탓에 1군 복귀는 8월 8일이 되었다. 이 일에 자극받아 최종적으로 타율 3할을 기록하며 팀의 리그 우승에 기여했지만 10월 11일의 히로시마전에서 슬라이딩으로 귀루할 때 왼쪽 어깨뼈가 부러져 그 해 일본 시리즈에는 출전하지 못했다. 시즌 종료 후 자신의 자신의 최고 연봉인 1억 2,500만 엔(추정)으로 계약을 갱신해 후루타에 이어 팀내 2위의 높은 연봉을 차지했다.

#### 1998년 ~ 2004년
1998년 4월 23일의 주니치 드래곤스전에서 왼손 새끼손가락의 제2관절 탈구를 동반하는 박리골절을 입어 5년 만에 규정 타석을 채우지 못했다. 그 해 자유 계약 선수 권리를 획득해 연봉은 20% 삭감된 1억 엔이 되었지만 재계약금 5,000만 엔을 받아 5년간 장기 다년계약을 맺었다. 이후 몇 년 동안은 계속되는 부상이나 극심한 타격 부진으로 마나카 등 다른 외야수들의 활약으로 인해 출전 기회가 감소되었다. 2001년 경에는 우완 투수와 상대할 때는 벤치에서 시작되는 경우가 많았지만 경기 종반에 중견수인 마나카가 알렉스 라미레스로 바뀌면서 좌익수 자리에 들어갔고 이이다가 중견 수비를 맡는 등 수비 능력은 높게 평가받았다.
2002년에는 개막 직후에 왼쪽 무릎 후방십자인대를 다쳐 33경기 출전에 그쳤고 야구협약의 규정을 넘는 50%가 삭감된 연봉 5,000만 엔으로 계약을 갱신했다. 한편, 1994년부터 메이지 진구 야구장에 ‘이이다 시트’(飯田シート)를 마련해 매 경기 20명씩, 총 17,000명 이상의 소년들을 자비로 초대하여 관전할 수 있도록 사회 공헌 활동에 대한 공적을 인정받아 11월 22일에 골든 스피릿상을 수상했다. 2년 뒤인 2004년에는 3경기 출전에만 그쳐 팀의 전력 구상에서 제외되었고 지도자로 와달라는 권유도 받았지만 현역 생활을 계속하겠다는 입장을 나타내 신생팀인 도호쿠 라쿠텐 골든이글스에 은퇴 후의 코치로 부임할 것을 조건으로 무상 트레이드로 이적했다. 그리고 같은 포수 출신인 세키카와 고이치도 라쿠텐에 같이 이적했다.

### 라쿠텐 시절
라쿠텐에서는 2군 생활이 길었지만 1군에서는 2년 동안 통산 3할 7리의 높은 타율을 남겼다. 2006년 9월 16일 후쿠오카 소프트뱅크 호크스전에서는 8회초 1사 상황에서 그동안 무실점으로 막아내고 있던 와다 쓰요시로부터 동점 솔로 홈런(자신의 마지막 홈런이 되었다)을 때려내는 등 경기를 무승부로 만들었고 같은 달 24일의 세이부 라이온스전에서는 선발이 아닌 경기 도중 출장이었지만 2개의 적시타를 때려내 팀 승리로 이끄는 등 종반에 상위 팀의 우승 전선을 흔들어놓는 활약도 빛났다. 창단 직후로 연습 환경도 충분치 못한 라쿠텐에게 있어 젊은 선수들에게 자신의 경험을 전하는 역할도 맡고 있었다. 구단측에서 또다시 코치로 맡아달라는 요청이 있었고 노무라 감독의 권유도 있어 2006년을 끝으로 현역에서 은퇴했다.

### 그 후
2007년부터 친정팀 야쿠르트의 2군 외야 수비·주루 코치를 맡았고 이듬해 2008년부터 1군 수비 주루 코치로 보직이 이동돼 현재까지 활동하고 있다. 2011년 12월 9일에는 일본 야구 명예의 전당의 후보자 명부·플레이어 부문에 오르기도 했다.
2013년 10월 9일, 코치 계약 기간이 만료된 것에 의해 야쿠르트를 퇴단했고 이듬해 2014년부터는 닛폰 방송의 야구 해설자로 발탁됐다.

## 플레이 스타일
빠른 발과 강한 어깨를 가진 1번 타자로서 야쿠르트의 리그 다섯 차례 우승에 크게 기여했다. 또 야쿠르트 시절에는 “트리플 스리도 가능하고, ‘야쿠르트의 이치로’가 될 수도 있다”라며 마쓰이 마사노리 코치로부터 잠재 능력을 높게 평가받았다. 이이다 자신은 켄 그리피 주니어를 동경하여 타격 뿐만이 아니라 수비나 도루 또한 뛰어난 선수를 이상으로 삼고 있었다. 30세부터 철저히 노력하여 그 때까지는 야구에 임하는 자세가 진지하지 못했다고 현역 은퇴 후에 심경을 말하기도 했다.

### 타격
컨택이 뛰어나고 속구에 대해서는 노스텝 타법으로 대응하는 경우도 있었고 방망이는 33.5인치(85.9cm)로 무게 920g과 930g의 것을 사용하고 있다. 톱 타자로서 출루를 위해 간단히 걷어올리는 것이 아니라 땅볼을 치는 배팅에 유의했다.

### 주루
웨이트 트레이닝과 단거리 달리기를 통해 특기인 순발력과 날카로움을 단련하고 있었으나 50m 달리기의 기록은 6초 0으로 빼어난 준족은 아니었다. 배터리에게 늘 도루를 경계당하고 있었기 때문에 세트 포지션에 들어간 투수의 몸이 조금이라도 움직이면 스타트를 끊을 정도의 감각이었다고 한다. 또한 투수의 버릇이나 투구 리듬을 읽어 플라잉 낌새가 보일 때 달리기 시작하는 경우도 있었다. 도루에서는 개수보다 성공률에 집중했고 그 외에의 주루에서도 병살에 실패했을 때 2루에서 바로 홈까지 들어오는 등 다음 루를 항상 노리는 자세가 되어있었다.

### 수비
1994년부터 1996년까지 센트럴 리그의 레인지 팩터 1위의 외야수였고 최근 몇 년만을 놓고 본다면 ‘수비 넘버 원 외야수’라는 의견도 있다. 중견수로서의 수비력은 일본 프로 야구에서의 최상위 수준이며 중견수로서 7년 연속 골든 글러브상 수상은 센트럴 리그에서 야마모토 고지가 10년 연속으로 수상한 것에 이어 역대 두 번째의 기록이다(2012년 기준). 외야수로 전향한 이후 야시키 가나메의 조언에 따라 타격 연습 때에도 수비를 연습해 살아있는 타구를 자주 다루게 되어 투구 코스를 보고 타구를 예측할 수 있게 되었다고 한다. 외야 수비 시에는 약한 타구가 안타가 되지 않도록 얕은 수비 위치를 잡고 있었다고 한다.
또 수비 범위도 넓고 1990년대 중반 메이지 진구 야구장의 외야 펜스에 철망이 설치될 때까지는 펜스에 뛰어가 공을 잡는 것을 특기로 삼고 있었다. 외야 펜스를 이용하는 이른바 삼각 뛰기로 홈런성 타구를 잡은 적도 있었다. 송구에 대해서는 포수 시절의 경험이 활용되고 있어 공을 잡는 것부터 한 단계에서 팔을 간결하게 흔들고 재빠르게 던져 컨트롤도 좋았다. 타이밍이 아슬아슬한 때는 노바운드로 송구하고 거리가 멀거나 잔디가 젖어있을 때는 원바운드가 빨라지면 판단하는 등 상황 판단을 중시하였다. 또한 1990년에 2루수를 맡고 있었을 때는 팀의 병살 개수가 감소되면서 유격수였던 이케야마 다카히로에게서 화가 나는 일도 자주 있었다고 한다.
1993년 일본 시리즈 4차전에서 70m 가까운 다이렉트의 홈으로 재빠르게 송구하여 2루 주자의 홈으로 들어오는 것을 저지한 플레이는 특히 유명하고 이이다 자신도 수비에서의 가장 멋진 플레이로 꼽고 있다. 이 플레이는 야쿠르트가 1점 앞서가고 있는 8회초 2사에 주자 1, 2루 상황에서 2루 주자는 빠른 발을 가진 도마시노 세이지, 타자는 스즈키 겐이었는데 벤치에서는 뒤로 물러나라는 지시가 있었지만 종반으로 승부를 걸 상황에 역풍이 강함에 따라 자신의 판단으로 얕은 수비 위치에 있었다고 한다. 원바운드성 타구를 잡아 그 자리에서 던져 70m 가까운 거리에서의 보살을 성공시켰다.

### 신체 능력
신체 능력이 높은 것으로 유명해 시즌 종료 후에 출전한 《스포츠맨 No.1 결정전》(TBS 계열)에서는 제1회를 포함해 2회 우승을 했다. 뜀틀 기획 등 이 프로그램과 관련해서 겐모쓰 에이조는 이 모습을 보고 “체조 선수가 되어 있으면 틀림없이 세계 1위가 되었을 것이다”, “20년에 한 사람 나올지의 인재”라고 극찬하고 있어 야구 이외의 세계에서도 높은 평가를 얻고 있다.

## 상세 정보

### 출신 학교
- 다쿠쇼쿠 대학 고료 고등학교

### 선수 경력
- 야쿠르트 스왈로스(1987년 ~ 2004년)
- 도호쿠 라쿠텐 골든이글스(2005년 ~ 2006년)

### 지도자·기타 경력
지도자
- 도쿄 야쿠르트 스왈로스 2군 외야 수비·주루 코치(2007년)
- 도쿄 야쿠르트 스왈로스 1군 외야 수비·주루 코치(2008년 ~ 2013년)
- 후쿠오카 소프트뱅크 호크스 1군 외야 수비 주루 코치(2015년 ~ 2016년)
- 후쿠오카 소프트뱅크 호크스 2군 타격 코치(2017년 ~ 2019년)

해설자
- 닛폰 방송 야구 해설자(2014년)

### 수상·타이틀 경력

#### 타이틀
- 도루왕: 1회(1992년)

#### 수상
- 베스트 나인: 1회(1992년)
- 골든 글러브상: 7회(1991년 ~ 1997년)
- JA 전농 Go·Go상: 2회(Go Spikes상: 1995년 4월, Super Arm상: 1995년 9월)
- 일본 시리즈 우수 선수상: 2회(1992년, 1993년)
- 골든 스피릿상(2002년)

### 개인 기록

#### 첫 기록
- 첫 출장: 1989년 4월 12일, 대 주니치 드래곤스 2차전(메이지 진구 야구장), 12회말에 스기우라 도루의 대주자로 출장
- 첫 도루: 1989년 4월 25일, 대 요미우리 자이언츠 3차전(메이지 진구 야구장), 10회말에 2루 안착(투수: 가토리 요시타카, 포수: 나카오 다카요시)
- 첫 안타: 1989년 6월 17일, 대 히로시마 도요 카프 11차전(마에바시 구장), 9회초에 기토 마코토로부터 2루타
- 첫 홈런·첫 타점: 1990년 4월 21일, 대 히로시마 도요 카프 1차전(히로시마 시민 구장), 5회초에 도마시노 겐지의 대타로서 출장, 가와구치 가즈히사로부터 솔로 홈런
- 첫 선발 출장: 1990년 4월 24일, 대 요코하마 다이요 웨일스 3차전(메이지 진구 야구장), 1번·2루수로 선발 출장

#### 기록 달성 경력
- 통산 1000경기 출장: 1998년 8월 25일, 대 히로시마 도요 카프 22차전(메이지 진구 야구장), 8회말에 도바시 가쓰유키의 대주자로 출장 ※역대 347번째(다니시게 모토노부와 같은 날에 달성)
- 통산 1000안타: 1998년 10월 9일, 대 한신 타이거스 27차전(메이지 진구 야구장), 7회말에 나카고미 신으로부터 우중간 2루타 ※역대 193번째
- 통산 1500경기 출장: 2006년 9월 22일, 대 세이부 라이온스 18차전(풀캐스트 스타디움 미야기), 1번·중견수로 선발 출장 ※역대 148번째

#### 기타
- 올스타전 출장: 2회(1992년, 1993년)

### 등번호
- 58(1987년 ~ 1990년)
- 2(1991년 ~ 2006년)
- 85(2007년 ~ 2011년)
- 88(2012년 ~ 2013년)
- 78(2015년 ~ 2019년)

### 연도별 타격 성적
| 연 도      | 소 속      | 경 기 | 타 석 | 타 수 | 득 점 | 안 타 | 2 루 타 | 3 루 타 | 홈 런 | 루 타 | 타 점 | 도 루 | 도 루 자 | 희 생 번 | 희 생 플 | 볼 넷 | 고 4 | 사 구 | 삼 진 | 병 살 타 | 타 율 | 출 루 율 | 장 타 율 | O P S |
| ---------- | ---------- | ----- | ----- | ----- | ----- | ----- | ------- | ------- | ----- | ----- | ----- | ----- | -------- | -------- | -------- | ----- | ---- | ----- | ----- | -------- | ----- | -------- | -------- | ----- |
| 1989년     | 야쿠르트   | 22    | 11    | 9     | 5     | 1     | 1       | 0       | 0     | 2     | 0     | 1     | 1        | 1        | 0        | 1     | 0    | 0     | 5     | 0        | .111  | .200     | .222     | .422  |
| 1990년     | 야쿠르트   | 117   | 484   | 441   | 69    | 123   | 15      | 6       | 6     | 168   | 33    | 29    | 16       | 8        | 1        | 28    | 0    | 6     | 66    | 5        | .279  | .330     | .381     | .711  |
| 1991년     | 야쿠르트   | 107   | 338   | 298   | 39    | 72    | 8       | 3       | 4     | 98    | 26    | 15    | 8        | 9        | 4        | 27    | 0    | 0     | 51    | 2        | .242  | .301     | .329     | .630  |
| 1992년     | 야쿠르트   | 125   | 574   | 521   | 69    | 153   | 24      | 8       | 7     | 214   | 42    | 33    | 4        | 9        | 2        | 39    | 3    | 3     | 83    | 5        | .294  | .345     | .411     | .756  |
| 1993년     | 야쿠르트   | 103   | 279   | 244   | 35    | 53    | 7       | 2       | 2     | 70    | 21    | 11    | 3        | 7        | 2        | 26    | 4    | 0     | 49    | 4        | .217  | .290     | .287     | .577  |
| 1994년     | 야쿠르트   | 117   | 503   | 458   | 57    | 133   | 19      | 4       | 3     | 169   | 37    | 30    | 14       | 6        | 4        | 34    | 0    | 1     | 54    | 6        | .290  | .338     | .369     | .707  |
| 1995년     | 야쿠르트   | 130   | 582   | 522   | 78    | 132   | 19      | 7       | 7     | 186   | 31    | 35    | 8        | 7        | 3        | 46    | 2    | 4     | 74    | 8        | .253  | .317     | .356     | .673  |
| 1996년     | 야쿠르트   | 105   | 461   | 424   | 62    | 123   | 19      | 3       | 6     | 166   | 37    | 13    | 9        | 11       | 2        | 23    | 2    | 1     | 66    | 4        | .290  | .327     | .392     | .719  |
| 1997년     | 야쿠르트   | 108   | 464   | 421   | 62    | 129   | 15      | 7       | 3     | 167   | 37    | 26    | 10       | 11       | 3        | 23    | 1    | 6     | 43    | 4        | .306  | .349     | .397     | .746  |
| 1998년     | 야쿠르트   | 96    | 317   | 286   | 41    | 81    | 11      | 1       | 1     | 97    | 28    | 9     | 4        | 7        | 1        | 21    | 1    | 2     | 35    | 6        | .283  | .335     | .339     | .674  |
| 1999년     | 야쿠르트   | 72    | 136   | 124   | 16    | 26    | 5       | 0       | 0     | 31    | 3     | 11    | 0        | 2        | 0        | 9     | 1    | 1     | 22    | 3        | .210  | .269     | .250     | .519  |
| 2000년     | 야쿠르트   | 102   | 219   | 190   | 31    | 48    | 7       | 1       | 4     | 69    | 15    | 7     | 6        | 7        | 0        | 21    | 2    | 1     | 41    | 1        | .253  | .330     | .363     | .693  |
| 2001년     | 야쿠르트   | 105   | 212   | 187   | 32    | 55    | 10      | 0       | 1     | 68    | 9     | 6     | 1        | 6        | 1        | 18    | 0    | 0     | 31    | 3        | .294  | .354     | .364     | .718  |
| 2002년     | 야쿠르트   | 33    | 60    | 58    | 8     | 11    | 1       | 0       | 0     | 12    | 2     | 1     | 1        | 0        | 1        | 1     | 0    | 0     | 14    | 2        | .190  | .200     | .207     | .407  |
| 2003년     | 야쿠르트   | 66    | 180   | 156   | 26    | 41    | 8       | 0       | 3     | 58    | 17    | 3     | 2        | 8        | 1        | 15    | 0    | 0     | 31    | 2        | .263  | .326     | .372     | .698  |
| 2004년     | 야쿠르트   | 3     | 11    | 10    | 0     | 1     | 0       | 0       | 0     | 1     | 1     | 0     | 0        | 0        | 0        | 0     | 0    | 1     | 4     | 0        | .100  | .182     | .100     | .282  |
| 2005년     | 라쿠텐     | 54    | 136   | 127   | 11    | 42    | 4       | 0       | 0     | 46    | 15    | 2     | 3        | 4        | 1        | 4     | 0    | 0     | 18    | 5        | .331  | .348     | .362     | .710  |
| 2006년     | 라쿠텐     | 40    | 99    | 88    | 7     | 24    | 1       | 0       | 1     | 28    | 9     | 2     | 2        | 3        | 0        | 8     | 0    | 0     | 13    | 2        | .273  | .333     | .318     | .651  |
| 통산: 18년 | 통산: 18년 | 1505  | 5066  | 4564  | 648   | 1248  | 174     | 42      | 48    | 1650  | 363   | 234   | 92       | 106      | 26       | 344   | 16   | 26    | 700   | 62       | .273  | .326     | .362     | .688  |

- 굵은 글씨는 시즌 최고 성적.
- 1987년, 1988년은 1군 출장 없음.